# Hạ Khải
Hạ Khải (chữ Hán: 夏啓) là vị vua thứ hai của nhà Hạ trong lịch sử Trung Quốc.

## Thân thế
Ông là con trai của Hạ Vũ - vua đầu tiên của nhà Hạ, mẹ của ông mang họ Đồ Sơn. Vào những năm vua Vũ đi tuần để xem xét và đốc thúc việc trị thủy thì trên đường đi gặp và kết hôn với con gái Đồ Sơn thị, kết hôn xong vua Vũ tiếp tục đi về phương Nam. Đến lúc mang thai Khải thì vợ Vũ đều gọi thị nữ trèo lên núi Đồ Sơn ngóng xem chồng mình đã về chưa, bà tự sáng tác ra bài "Hầu Vọng Nhân A" bày tỏ nỗi niềm nhớ chồng rồi đem ra hát những lúc nhàn rỗi. Có tới 3 lần thị nữ đứng trên núi trông thấy Vũ đi qua nhưng đều không ghé về nhà do công việc trị thủy quá bận rộn, đến khi Khải ra đời Vũ vẫn chưa trở về nên người vợ đau khổ mắc bệnh tương tư mà chết. Khải sinh ra đã không được hưởng tình thương của mẹ lại chẳng có sự chăm sóc của cha nên cá tính ông rất lạnh lùng và cương nghị, ông sống rất lãnh đạm tiết kiệm gắng sức phấn đấu kính lão tôn hiền nên rất được mọi người kính trọng.

## Thực thi cha truyền con nối
Khải là con của vua Hạ Vũ. Thời kỳ đó chưa có chế độ cha truyền con nối mà các vua thường chọn người hiền tài trong nước lên thay mình. Trước đó vua Nghiêu đã chọn Thuấn mà không truyền cho con là Đan Chu, vua Thuấn chọn Hạ Vũ mà không truyền cho con là Thương Quân.
Khi còn sống, Hạ Vũ đã chọn lựa Cao Dao làm người kế vị, nhưng Cao Dao mất sớm, do đó con Cao Dao là Bá Ích được chọn. Tuy nhiên khi Vũ mất, nhiều người trong thiên hạ theo Khải hơn, vì vậy nên ngôi vua thuộc về Khải. Bá Ích nhường lại ngôi vua cho Khải và tránh ở phía nam núi Hộ Sơn. Việc chuyển giao quyền lực giữa Ích và Khải khá ôn hoà.
Tuy nhiên, cuốn sử Trúc thư kỉ niên của nước Ngụy thời Chiến Quốc lại chép rằng giữa Khải và Ích đã nổ ra cuộc đại chiến ở Hộ Sơn; Ích định giành ngôi với Khải và bị Khải giết chết. Trong quá trình chuyển giao quyền lực chính trị, Hạ Vũ bề ngoài truyền ngôi cho Ích như quy định "chọn người hiền tài" nhiều đời trước, nhưng thực tế lại giúp con mình là Khải tăng cường lực lượng, đợi thời cơ để đánh bại Ích.
Việc Khải nối ngôi Hạ Vũ đã chính thức đánh dấu sự thực thi chế độ cha truyền con nối được duy trì từ đó mà các triều đại sau này kế tục.

## Đánh dẹp
Thời vua Khải trị vì, bộ lạc Hữu Hộ không quy phục. Khải mang quân đi dẹp loạn, gặp quân địch ở đất Cam. Ông làm bài Cam thệ rồi mời 6 quan khanh đến tuyên bố mệnh lệnh, đốc thúc tướng sĩ chiến đấu. Sau đó hai bên đại chiến ở đất Cam, quân Hạ thắng lớn. Hạ Khải tiêu diệt họ Hữu Hộ, các bộ lạc khác đều quy phục.
Khải là người rất yêu thích âm nhạc có lẽ do được sự di truyền về năng khiếu âm nhạc của mẹ nên ông đã sáng tác ra các điệu nhạc vũ "Cửu Thiều" và "Cửu Ca", ông thường xuyên cho tổ chức các lễ hội vũ nhạc nơi đồng cỏ.
Năm 2117 TCN, vua Khải mất. Ông ở ngôi tất cả chín năm, con ông là Thái Khang lên thay. Trước khi ông mất các con ông đã nổi dậy tranh giành ngôi vị Thái Tử với Thái Khang, ông đã đích thân đem quân đánh dẹp và lưu đày đứa con út hung hăng nhất là Vũ Quan đến bờ Tây Hoàng Hà.
Năm 690, Võ Tắc Thiên xưng đế đặt thụy hiệu cho ông là Tề Đức Tôn Thánh hoàng đế (齊德尊聖皇帝).